# Comuna Kozelne, Nedrîhailiv
Kozelne (în ucraineană Козельне) este o comună în raionul Nedrîhailiv, regiunea Sumî, Ucraina, formată din satele Cerți, Havrîkî, Horol, Kînașove, Kozelne (reședința), Saieve și Tîmcenkî.

## Demografie
Componența lingvistică a comunei Kozelne
     Ucraineană (98,4%)
     Rusă (1,6%)
Conform recensământului din 2001, majoritatea populației comunei Kozelne era vorbitoare de ucraineană (98,4%), existând în minoritate și vorbitori de rusă (1,6%).